# Gail Mancuso
Gail Susan Mancuso (* 14. Juli 1958 in Melrose Park, Illinois), auch bekannt als Gail Mancuso Cordray, ist eine US-amerikanische Fernsehregisseurin und mehrfache Emmy-Gewinnerin, die durch Serien wie Roseanne, 30 Rock und Modern Family bekannt ist.

## Leben und Karriere
Mancuso wuchs in Melrose Park (Illinois) auf. Sie ist mit Brian Downs verheiratet und wohnt wechselweise in Valencia, Kalifornien und River Forest (Illinois).
Mancuso begann ihre Arbeit beim Fernsehen als Platzanweiser in diversen TV-Talkshows. Später wurde sie Script Supervisor der Comedy  Unter Brüdern des TV-Netzwerks Showtime. Ab 1989 begann sie als Associate Director mit der Regiearbeit für die Serie  Roseanne. Nachdem einer der Regisseure 1991 die Show verlassen hatte, bekam sie die Chance, als eine der Hauptregisseure die Serie bis in die achte Staffel fortzusetzen. Anschließend führte sie bei weiteren Fernsehserien wie Friends, Dharma & Greg und Ein Trio zum Anbeißen erneut Regie.
Im Jahr 2007 begann Mancuso die Arbeit an der CBS-Sitcom  Rules of Engagement. Sie führte ebenso Regie bei Episoden von 30 Rock und Scrubs – Die Anfänger. 
Im Jahr 2008 erhielt sie den Gracie Awards für ihre Arbeit in 30 Rock. Im Jahr 2011 wurde sie für einen Emmy für die Episode Slow Down Your Neighbors der Serie Modern Family nominiert.
2012 inszenierte sie Roseanne Barr und John Goodman in der Pilotfolge von Downwardly Mobile, die von NBC zwar in Auftrag gegeben,  aber letztlich nicht weitergeführt wurde. 
Im Jahr 2013 gewann sie den Emmy für die Regie der Episode Arrested von Modern Family. Im Jahr 2014 konnte sie erneut einen Emmy gewinnen, diesmal für die Regie der Episode Las Vegas der Modern Family-Serie.

## Filmografie
- 1991, 1996: Roseanne (Fernsehserie)
- 1995, 1999: Friends (Fernsehserie)
- 1996: Sabrina – Total Verhext! (Sabrina, the Teenage Witch, Fernsehserie)
- 1997, 1998: Ellen (Fernsehserie)
- 1997, 2001: Dharma & Greg (Fernsehserie)
- 1998: King of Queens (The King of Queens, Fernsehserie)
- 1999, 2001: Ein Trio zum Anbeißen (Two Guys, a Girl, and a Pizza Place, Fernsehserie)
- 2000, 2001: Yes, Dear (Fernsehserie)
- 2001: Three Sisters
- 2001: Inside Schwartz
- 2001, 2003: Reba (Fernsehserie)
- 2001, 2003: Becker (Fernsehserie)
- 2001, 2003: Gilmore Girls (Fernsehserie)
- 2002–2010: Scrubs – Die Anfänger (Scrubs, Fernsehserie)
- 2003: My Big Fat Greek Life (Fernsehserie)
- 2003, 2004: Married to the Kellys (Fernsehserie)
- 2004: The Tracy Morgan Show (Fernsehserie)
- 2004: Joey (Fernsehserie)
- 2004: Two and a Half Men (Fernsehserie)
- 2005: Rodney (Fernsehserie)
- 2006–2010: 30 Rock (Fernsehserie)
- 2007–2013: Rules of Engagement (Fernsehserie)
- 2009: Cougar Town (Fernsehserie)
- 2010–2011: Shit! My Dad Says ($#*! My Dad Says, Fernsehserie)
- 2010–2020: Modern Family (Fernsehserie)
- 2012: Suburgatory (Fernsehserie)
- 2012: Are You There, Chelsea? (Fernsehserie)
- 2013: Apartment 23 (Don’t Trust the B---- in Apartment 23, Fernsehserie, 2 Folgen)
- 2019: Bailey – Ein Hund kehrt zurück (A Dog’s Journey)
- 2019–2021: Die Conners (The Conners, Fernsehserie)
- 2023: Die wilden Neunziger (That '90s Show, Fernsehserie)

## Auszeichnungen
- 2008 Gracie Award – Outstanding Directing of an Entertainment Series or Special 30 Rock[2]
- 2011 Nominierung Emmy Awards– Outstanding Directing for a Comedy Series Modern Family (Episode Slow Down Your Neighbors)[1]
- 2011 Nominierung – Best Director des Caucus of Producers, Writers & Directors Awards[3]
- 2013 Emmy Awards – Outstanding Directing for a Comedy Series Modern Family (Episode Arrested)
- 2014 Emmy Awards – Outstanding Directing for a Comedy Series Modern Family (Episode Las Vegas)